# Papilio esperanza
Espèce
Statut de conservation UICN

EN : En danger
Papilio esperanza ou Machaon espoir est une espèce de lépidoptères (papillons) de la famille des Papilionidae. L'espèce est endémique de l'État de Oaxaca au Mexique. Très rare, elle n'a été découverte qu'en 1975 et est considérée comme en danger d'extinction.

## Description
La femelle est légèrement plus grande que le mâle. À l'avers les ailes antérieures sont noires avec une large bande médiane jaune et une série de lunules submarginales jaune. Les ailes postérieures sont prolongées par des queues. Elles sont noires avec une large bande médiane jaune, une série de lunules submarginales jaune, deux points postdiscals bleu et une lunule orange dans l'angle anal.
Au revers les ailes sont plus claires avec des motifs similaires. Les ailes antérieures ont des rayons jaunes à l'intérieur de la partie noire de la cellule tandis que la partie submarginale et l'apex de l'aile sont orange. Les ailes postérieures sont orange avec des veines bordées de noir, une ligne sous-basale noire et une ligne post discale irrégulière, noire avec des écailles argentées.
Le corps est jaune avec des marques noires.

## Écologie
L'écologie de cette espèce est mal connue. Il semble que la plante hôte soit Magnolia dealbata. Les chenilles passent probablement par cinq stades avant de se changer en chrysalide. 
Les adultes sont surtout actifs entre 11h et 15h. Ils se nourrissent principalement du nectar des fleurs d'Eupatorium sordidum et de Cirsium subcoriaceum. Il y a deux générations par an, une en mars et une en août.

## Habitat et répartition
L'espèce est endémique du nord de la Sierra Madre de Oaxaca au Mexique. Papilio esperanza vit dans des forêts de nuage dominées par Engelhardtia mexicana  entre 1600 et 2500 m d'altitude.

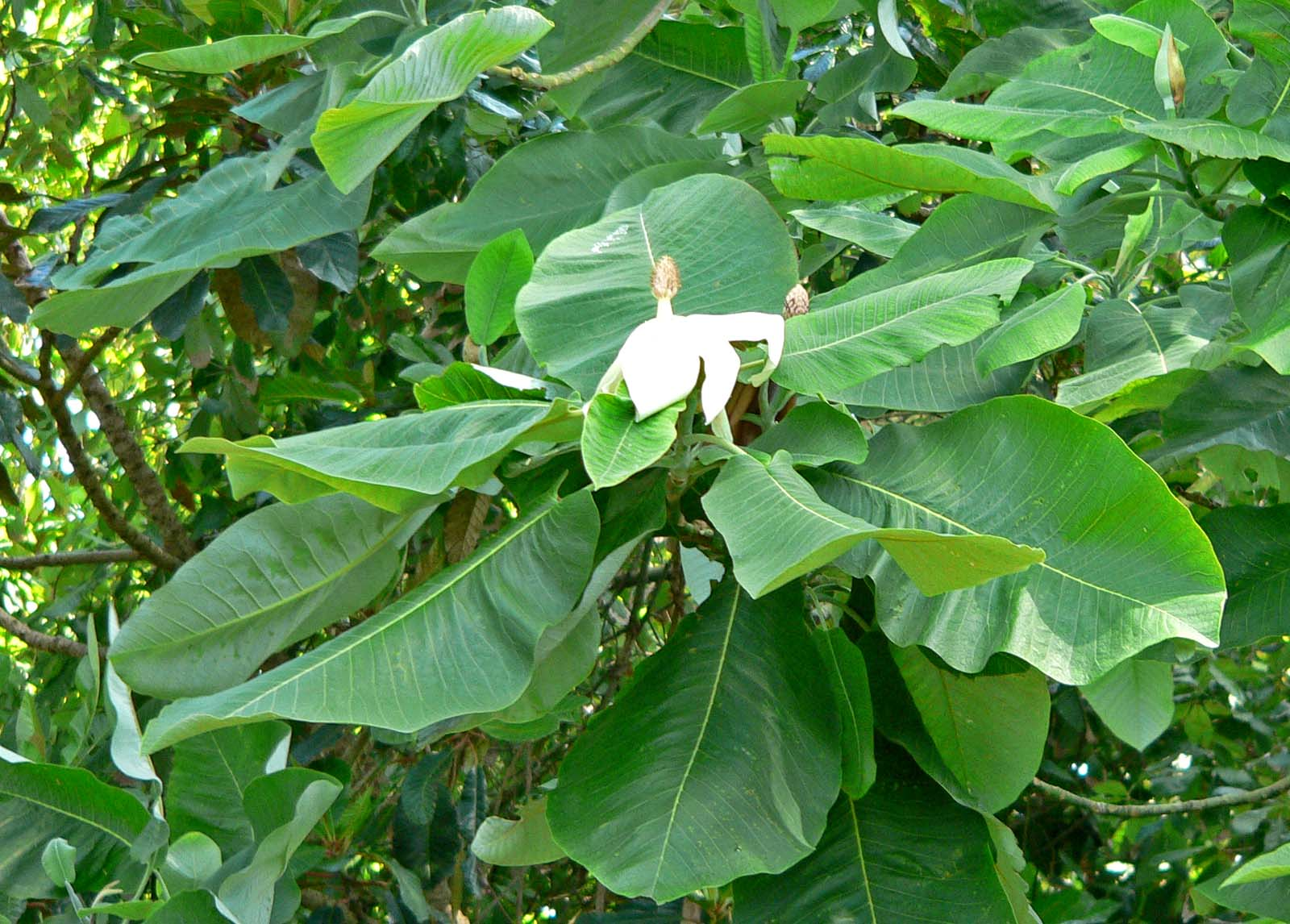
Magnolia dealbata, plante hôte probable de Papilio esperanza.
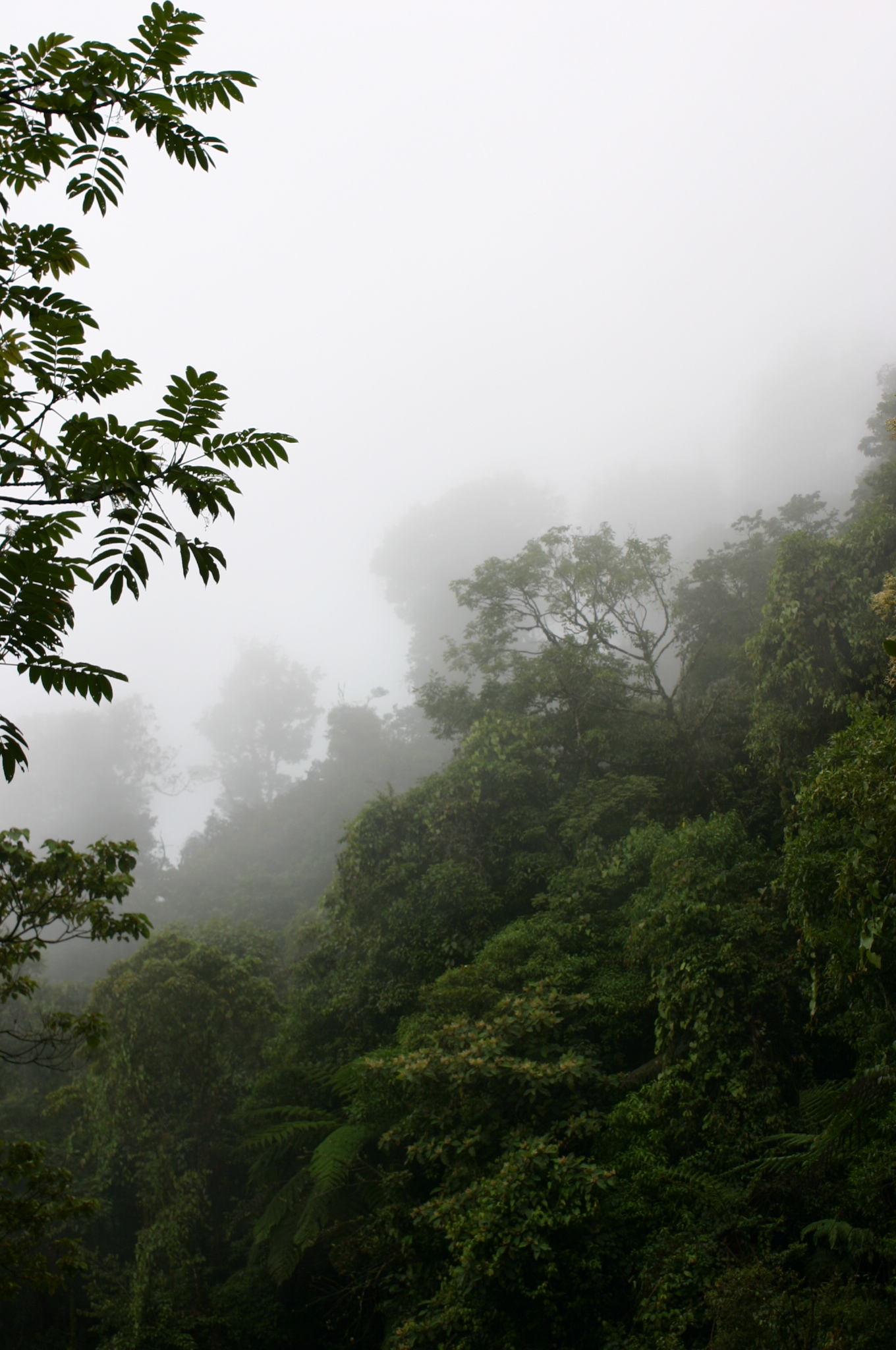
Forêt de nuage à Comaltepec, dans la Sierra d'Oaxaca

## Systématique
L'espèce Papilio esperanza a été décrite en 1975 par l'entomologiste et botaniste mexicain Carlos Rommel Beutelspacher (d). 
Papilio esperanza Beutelspacher, 1975 est synonyme de Pterourus esperanza Beutelspacher, 1975.

## Papilio esperanzaet l'Homme

### Menaces et conservation
L'espèce est considérée comme en danger par l'UICN. Papilio esperanza n'est présent que sur un territoire très restreint et ne compte qu'un faible nombre d'individus. En 2011 une étude a permis de dénombrer 243 mâles adultes et 43 femelles. Aucune autre population n'a été trouvée à ce jour mais il est possible qu'il en existe. Cette espèce est de plus menacée par la destruction de son environnement et par le changement climatique.

### Publication originale
(es) Carlos Rommel Beutelspacher, « Una especie nueva de Papilio L. (Papilionidae) », Rev. Soc. Mex. Lepid., vol. 1,‎ 1975, p. 3-6